# Miconia latifolia
Miconia latifolia là một loài thực vật có hoa trong họ Mua. Loài này được (D. Don) Naudin mô tả khoa học đầu tiên năm 1851.